# مقاطعة غرانت (كنتاكي)
مقاطعة غرانت (بالإنجليزية: Grant County)‏ هي إحدى المقاطعات في ولاية كنتاكي في الولايات المتحدة الأمريكية.